# طویل‌دراز
طَویل دراز (طُوی دراز) یکی از روستاهای شهرستان دشتی در استان بوشهر است.
این روستا در دهستان چغاپور بخش کاکی قرار دارد.

## موقعیت
روستای طویل دراز در حدود ۳۰ کیلومتری جنوب غربی شهر خورموج مرکز شهرستان دشتی قرار دارد، مجهز به جادهٔ اسفالته، آب شرب و برق سراسری و مخابرات می‌باشد.

## جمعیت
طبق سرشماری سال ۱۳۸۵ دارای ۳۳ نفر جمعیت با ۹ خانوار بوده است. این روستا اکنون دارای ۷ خانوار با ۲۰ نفر جمعیت می‌باشد. (جمعیت اسبق آن ۴۲۰ نفر با ۷۰ خانوار بوده است)